# Chondoism

Flagga som symboliserar chondoist-rörelsen.

Chondoism, eller Chondogyo (av koreanska den himmelska vägens lära) religiös är en rörelse i Korea som är 1800-talsrörelsen Donghaks moderna efterföljare. Rörelsens teologi har inspirerats av såväl uråldrig koreansk schamanism som buddhism och kristendom och kan kännetecknas som såväl monoteism, panteism och panenteism.
Chondoismen är som starkast i Nordkorea där man har 2,8 miljoner anhängare (år 2000), vilket motsvarar 12,9% av landets befolkning. I Nordkorea finns chondoismen representerad i landets parlament av Chondoistiska Chongupartiet.
I Sydkorea hade rörelsen 2005 1,13 miljoner anhängare och ca. 280 kyrkor i landet. 
Efter Japans annektering av Korea var cheondoimismens ledare, Sohn Byeong-hui (손병희), en aktivist mot den japanska överhögheten över Korea.